# 瓦尔堡假说

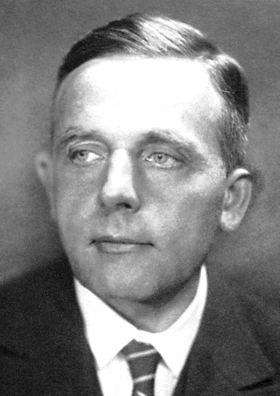
瓦尔堡假说的提出者、诺贝尔奖得主奥托·海因里希·瓦尔堡

瓦尔堡假说（英語：Warburg hypothesis），有时亦称为瓦尔堡癌症理论（Warburg theory of cancer），是一个有关肿瘤形成的假说，认为肿瘤细胞是由线粒体呼吸作用损伤导致的。奥托·海因里希·瓦尔堡发现，癌细胞以及许多体外培养的细胞在氧气充足的环境下通过葡萄糖酵解取代有氧呼吸，这被称为瓦尔堡效应。瓦尔堡假说即认为，瓦尔堡效应是癌症的根本原因。

## 假说
瓦尔堡假说最初由瓦尔堡于1924年提出。他认为，癌症的产生与肿瘤的生长是由于癌细胞主要通过无氧糖酵解产生能量（如ATP）。与之相对的是，正常细胞则是通过氧化丙酮酸的方式产生能量的。丙酮酸是糖酵解的终产物，之后进入线粒体进行氧化反应。因而根据瓦尔堡的理论，癌细胞产生的原因便是由于线粒体呼吸作用受到了损伤。瓦尔堡认为癌细胞与正常细胞的根本区别便源于两者糖酵解作用与呼吸作用所占比例的差别。这一现象亦被称为瓦尔堡效应。
1966年6月30日，瓦尔堡在德国博登湖畔林道的诺贝尔奖得主会议上发表了题为《癌症的主要原因与预防》（The Prime Cause and Prevention of Cancer）的演讲，详细闸述了他的这一假说。在演讲中，他明确提到“癌症的主要原因是正常身体细胞的有氧呼吸被糖的酵解所替代了”。
一些学者并不同意瓦尔堡的观点，认为瓦尔堡效应并非癌症的根本原因。他们认为，癌症是由突变所引起的，在恶性转化的过程中改变了基因表达，最终导致细胞无节制的生长。瓦尔堡观察到的代谢变化使癌细胞适应于实体肿瘤内的缺氧环境，这主要是源于致癌基因与抑癌基因的突变，而这些突变也导致了癌细胞其他的异常特征。因而，瓦尔堡所观察到的现象并非是癌症的起因，而只是癌变所造成的结果之一。